# Robin Nool
Robin Nool (* 28. Oktober 1998 in Tallinn) ist ein estnischer Leichtathlet, der sich auf den Stabhochsprung spezialisiert hat.

## Sportliche Laufbahn
Erste internationale Erfahrungen sammelte Robin Nool im Jahr 2016, als er bei den U20-Weltmeisterschaften in Bydgoszcz mit übersprungenen 5,10 m in der Qualifikation ausschied. Im Jahr darauf belegte er bei den U20-Europameisterschaften in Grosseto mit 5,25 m den vierten Platz und 2019 wurde er bei den U23-Europameisterschaften in Gävle mit einer Höhe von 5,40 m Achter.
2019 wurde Nool estnischer Meister im Stabhochsprung im Freien sowie 2016 in der Halle.
Er ist der Sohn von Erki Nool, der erfolgreicher Zehnkämpfer war.

## Persönliche Bestleistungen
- Freiluft: 5,40 m, 13. Juli 2019 in Gävle
- Halle: 5,34 m, 24. Januar 2018 in Tartu